# Chiara Boggiatto
Chiara Boggiatto (née le 17 février 1986 à Moncalieri) est une nageuse italienne.

## Biographie
Qualifiée pour les Jeux olympiques d'Athènes en 2004, elle arrive à passer en demi-finales des 100 et 200 m brasse, mais signe finalement les 16e et 14e temps.
En 2005, elle est deux fois médaillée de bronze aux championnats d'Europe en petit bassin sur les 100 et 200 m brasse. Cinq ans plus tard, elle obtient sa troisième médaille individuelle aux championnats d'Europe en petit bassin à Eindhoven, le bronze sur au 200 m brasse.
Lors des championnats d'Europe à Debrecen, elle remporte la médaille d'argant lors du relais 4 × 100 m quatre nages. Aux Jeux olympiques de Londres 2012, elle est éliminée en séries du 200 m brasse. 
Elle est la sœur d'Alessio Boggiatto, également nageur à succès.